# Georg Erdman Rosenberg
Georg Erdman Rosenberg (1739 i Kiel – København 7. december 1788) var en dansk-tysk arkitekt. Han var søn af Johann Gottfried Rosenberg, men modsat sin fader, der var rokokoarkitekt, arbejdede han inden for nyklassicismen. Han var elev af Nicolas-Henri Jardin.
Præcist fødselsår kendes ikke, men han blev døbt den 14. august 1739 i Kiel. Han forblev ugift.
Han var tegner og konduktør hos Jardin 1760-1765, informator ved Kunstakademiet 1763-1765, stadsbygmester i København 1772-1788, Søetatens bygmester 1772-1785 og leder af Det kongelige Møbelmagasin 1777-1781.

## Fortjenester
- Kunstakademiets store guldmedalje, 1761.
- Medlem af akademiet i Firenze og Bologna, 1772.